# Federal Airlines
Federal Airlines, teilweise auch Federal Air, ist eine südafrikanische Fluggesellschaft mit Sitz in Johannesburg und Basis auf dem Flughafen O. R. Tambo.

## Flugziele
Federal Airlines führt vor allem geschäftliche und touristische Charterflüge sowie Frachtflüge im südlichen Afrika durch. So fliegt sie verschiedene abgelegene Unterkünfte in Naturschutzgebieten unter anderem in Südafrika, Simbabwe und Botswana an.

## Flotte
Mit Stand Oktober 2015 besteht die Flotte der Federal Air aus folgenden Flugzeugtypen:
| - Beechcraft 1900C/D - Beechcraft Baron G58 - Beechcraft Super King Air B200 - Cessna 206 | - Cessna 208B Grand Caravan - Gippsland GA-8 Airvan - Pilatus PC-12 |